# اعلي ولد محمد لحبيب
هو الأمير اعلي ولد محمد لحبيب ولد أعمر ولد المختار المعروف بأمير الضفتين فوالده أمير الترارزة محمد لحبيب وأمه الأميرة اچمبت امبودج أميرة والو.

## زواج محمد لحبيب أميرة والو

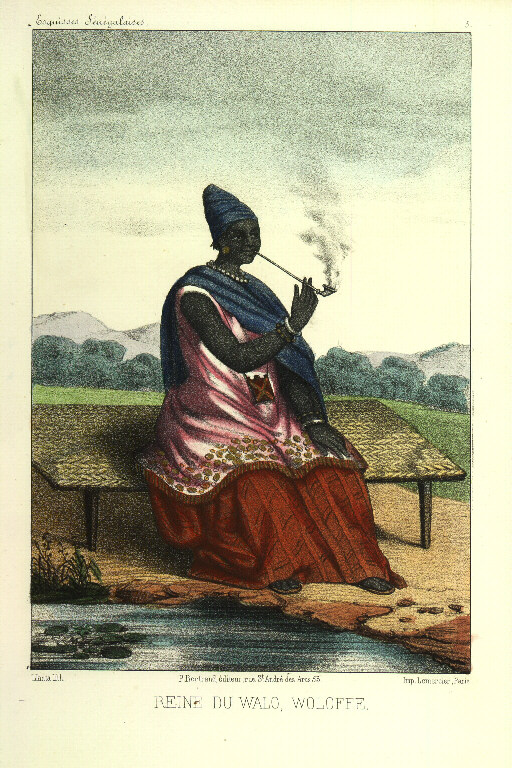
أميرة والو انضاته امبودج وهي خالة الأمير اعلي

تزوج الأمير محمد الحبيب باجمبت أمبودج أميرة والو المرتقبة في إطار سياسة تحالفات لجمع الكلمة من حوله وتأكيد سيادته في المنطقة، وقد تم ذلك الزواج 18 –6 – 1833 م واعتبره الوالي الفرنسي " سينجرمان " في رسالة إلى باريس: "حدثا بالغ الخطورة لأنه سيتوج ملكا بيظانيا على والو (.....) وهو ما يلغي حياد الضفة اليسرى بين الفرنسيين والبيظان في صراعهم المتكرر معنا ] ، مما دفع الوالي لشن حرب شعواء ضد إمارة اترارزة ووالو سوف تنتهي باتفاقية 1835 م بينه مع الأمير محمد الحبيب.
وكان ثمرة هذا الزواج الأمير اعلي ولد محمد لحبيب.

## ثورته على الأمير أحمد سالم
حين اغتال أحمد سالم ولد محمد لحبيب سنة 1871 أخاه سيدي وتأمر بعده، كان أخوهما إعلي مع أخواله في الضفة اليمنى للنهر وحين علم بالأمر قرر الثأر وأعد العدة وسار بمن معه من الترارزة والسودان وحدثت بينه وبين أحمدسالم وقائع أشهرها وقعة منهل «إجلّه» 1871 وهي بئر لبني ديمان 60 كلم شمال المذرذره، وهزم فيها جيش أحمد سالم ثم هاجم اعلي منطقة «سهوة الماء» عند منتهى بحيرة الركيز واقتحم تحصينات أولاد دمان في غيضتها العظيمة المسماة «الگانه» ومزقهم كل ممزق، وبعد عدة هزائم من اعلي لأخيه أحمد سالم خرج الأخير إلى تگانت في طائفة من أخواله أولاد دمان طلبا للعون من إدوعيش «أبكاك» فأمده أهل اسويد أحمد بقوة رجع بها لقتال أخيه اعلي فكان يوم «ملزم ازريبه»،

## يوم أيشايه
قرر اعلي التخلص نهائيا من أخيه الأمير أحمد سالم فشن عليه هجوما كاسحا غي الليل عند بلدة «أيشايه» وهي بئر تقع 25 كيلومترا غربي المذرذرة، فقتله عندها سنة 1873 ويذكر أنه كان في الخيمة مع الأمير أحمد سالم الأديب امحمد ولد أحمد يوره

## يوم أيدماتن
من أشهر أيام معارك اعلي يوم «أيدماتن» وهو يوم بين الأمير اعلي وإخوته أولاد فاطمة وكانوا يومها بقيادة إبراهيم السالم ولد محمد لحبيب بعد موت أخيه أحمد سالم في أيشايه وقد قاتل فيه اعلي قتالا شديدا حتى انهزم القوم، وقد ماتت في الموقعة فرسه «الحمراء» التي قال يرثيها بقوله:
يالحمرَ رانك رگبت:: شانك فامنين اتوحدت
صعتِ واكصرتِ واكتلتِ:: لاعدوك ءُ لينت حسان
ءلاگط إلعاديك اليينتِ:: ءلاگط اطمعت فالغزيان
ءلاگط الفظتِ واكذبت:: ءلا گط اغدرت حد افمان

## إمارته
تولى اعلي الإمارة سنة 1873 وقد بسط الأمن في أرجاء إمارته وضرب مغرما على كل من أحدث شجارا أو فتنة في إمارته، حيث جعل على الضارب والمضروب مائه فصار المتنازعان ربما بصق أحدهما على وجه الآخر دون أن يستطيع بسط يده إليه خوفا من العقوبة، ونصب القاضي العلامة أبنو بن المصطفي بن سيدنَّ الديماني من أولاد باركل،

## نماذج من أدبه
رغم أن الأمير اعلي تربى مع أخوله أهل والو إلا أنه كان ضليعا بلغة حسان وكان شاعرا مطبوعا سلس اللغة قريب المأخذ بليغا مفتوحا في أژوان ومن شعره:
منصاب الدني تنثن:: بليلِ كامل فيهَ
من طرب واتم اسنَ:: فبلده لين انجيهَ
ويقول أيضا:
ما يلحگ حد أمن الوسواس:: والعس أعل راصُو والساس
و الذل أو خوف اكلام الناس:: وغداج أو كره الكلفة
امنين ال يتخمم باكياس:: انيلفه ماكاس انيلفه
ويروي أنه كان مرة في طريقه إلى مرسى تكشكمبه لإجباء آمكبل ومعه جمع من حشمه فمر على حي من أحياء الزوايا ممن يتكلمون أكلام أزناگه، فسمع محادثة بين أحدهم وإحدى بنات الحي فأمسك محدثها طرف ثوبها فخاطبته بقولها: ورْتَشْ رَشْ مَطْگِ، أي أرخ طرفِ بالحسانية. فقال أعل:
حرّ گد الحرْ:: ويلِ من لعگِ
ماعندِ لبكرْ:: مان مِزّنْگِ
و عاد ذاك تامسنتيت شور «ورْتَشْ رَشْ مَطْگِ» المشهور

## إتفاقيته مع الفرنسيين
عقد إعل إتفاقا مع السلطات الفرنسية، ليكون بمثابة بند يدعم إتفاقية 1858م وقد أكد في هذا البند حرية التجارة وعدم اقتصارها على محطة دگانه، كما أن الهدايا والتي سبق لها وأن حددت في اتفاقية 1858م، قد استبدلت بمكافأة سنوية من«النيله» القماش الغيني قدرها "1200" وحدة " Pieces de Guinée "، 

## اغتياله
خرج على الأمير اعلي أبناء أخيه سيدي بقيادة محمد فال مع جماعة من أولاد أحمد من دامان فقتلوه غيلة، كان ذلك في أكتوبر سنة 1886م عند «احسي لغنم» وقتلوا معه زوجته وابنه الصبي محمد.